# Trumpler (cráter)

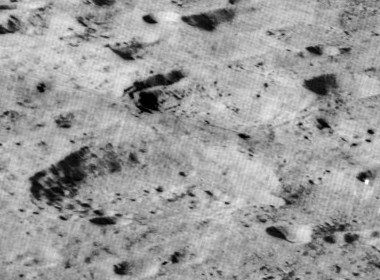
Imagen oblicua de la misión Lunar Orbiter 2 con Trumpler bajo el centro y Nušl por encima

Trumpler es un cráter de impacto perteneciente a la cara oculta de la Luna. Se encuentra justo al sur del cráter Nušl y al noroeste de Freundlich. Al suroeste está el cráter fuertemente marcado por numerosos impactos Tikhomirov.
|  |

Este es un viejo cráter erosionado con un borde exterior que ha sido dañado en lugares por impactos posteriores, especialmente en la sección suroeste. El perfil del borde se ha desgastado hasta el punto de que ahora está indefinido y forma una cresta irregular en la superficie. Una cadena corta de pequeños impactos se extiende desde cerca del punto medio del cráter hasta justo afuera del borde oriental. El lado sur del suelo interior muestra menos impactos que la mitad norte.
Es llamado así por el astrónomo suizo-estadounidense Robert Julius Trumpler (1886-1956).

## Cráteres satélite
Por convención estos elementos son identificados en los mapas lunares poniendo la letra en el lado del punto medio del cráter que está más cercano a Trumpler.
|          | \| Trumpler \| Coordenadas \| Diámetro \| \| -------- \| ------------------------------ \| -------- \| \| V \| 29°48′N 164°00′E / 29.8, 164.0 \| 36 km \| |          |
| Trumpler | Coordenadas | Diámetro |
| V        | 29°48′N 164°00′E / 29.8, 164.0 | 36 km    |